# 장님은 무슨 꿈을 꿀까요
"장님은 무슨 꿈을 꿀까요"(How Does The Blind Dream)는 한국에서 제작된 유지태 감독의 2005년 드라마, 판타지, 멜로/로맨스 영화이다. 오광록 등이 주연으로 출연하였다.

## 출연

### 주연
- 오광록
- 오달수
- 전혜진

### 조연
- 황도연

## 기타
- 프로듀서: 김미정
- 조명: 강율
- 미술: 백경인
- CG: 이오엔